# I Corpo de Exército (Alemanha)
O I Corpo de Exército atuou inicialmente na Campanha da Polônia onde ficou até maio de 1940, em seguida participou da Invasão da França onde permaneceu até junho de 1941 sendo após enviada para a frente oriental lutando até os últimos dias quando se rendeu em maio de 1945 na Bolsão de Kurland.

## Commandantes
| Comandante                                | Data                              |
| ----------------------------------------- | --------------------------------- |
| General der Artillerie Walter Petzel      | 1 Setembro 1939 - 25 Outubro 1939 |
| General der Infanterie Kuno-Hans von Both | 26 Outubro 1939 - 3 Março 1942    |
| General der Kavallerie Phillip Kleffel    | 3 Março 1942 - 1 Abril 1943       |
| General der Infanterie Otto Wöhler        | 1 Abril 1943 - 15 Agosto 1943     |
| General der Kavallerie Phillip Kleffel    | 15 Agosto 1943 - 17 Setembro 1943 |
| General der Infanterie Martin Grase       | 17 Setembro 1943 - 1 Janeiro 1944 |
| Generaloberst Carl Hilpert                | 1 Janeiro 1944 - 20 Janeiro 1944  |
| General der Artillerie Walter Hartmann    | 20 Janeiro 1944 - 1 Maio 1944     |
| Generaloberst Carl Hilpert                | 1 Maio 1944 - 1 Agosto 1944       |
| General der Infanterie Theodor Busse      | 1 Agosto 1944 - 9 Janeiro 1945    |
| General der Infanterie Friedrich Fangohr  | 20 Janeiro 1945 - 21 Abril 1945   |
| Generalleutnant Christian Usinger         | 21 Abril 1945 - 8 Maio 1945       |

## Área de Operações
- Polônia (Setembro 1939 - Maio 1940)[2]
- França (Maio 1940 - Junho 1941)
- Frente Oriental, Setor Norte (Junho 1941 - Outubro 1944)
- Bolsão de Kurland (Outubro 1944 - Maio 1945)

### Serviço de Guerra
| Data         | Exército     | Grupo do Exército | Lugar                        |
| ------------ | ------------ | ----------------- | ---------------------------- |
| Setembro 39  | 2º Exército  | Norte             | Prússia Oriental, Narew, Bug |
| Dezembro 39  | 6º Exército  | B                 | Niederrhein                  |
| Janeiro 40   | 4º Exército  | B                 | Niederrhein                  |
| Maio 40      | 6º Exército  | B                 | Holanda, Bélgica             |
| Junho 40     | 4º Exército  | B                 | Somme, Loire                 |
| Julho 40     | 7º Exército  | B                 | Costa do Atlantico           |
| Setembro 40  | 18º Exército | B                 | Prússia Oriental             |
| Janeiro 41   | 18º Exército | B                 | Prússia Oriental             |
| Maio 41      | 18º Exército | C                 | Prússia Oriental             |
| Junho 41     | 18º Exército | Norte             | Letônia, Estônia             |
| Setembro 41  | 18º Exército | Norte             | Wolchow                      |
| Dezembro 41  | 18º Exército | Norte             | Wolchow                      |
| Janeiro 42   | 18º Exército | Norte             | Wolchow                      |
| Jan 43       | 18º Exército | Nord              | Wolchow                      |
| Out 43       | z. Vfg.      | Nord              |                              |
| Nov 43       | 16º Exército | Nord              | Newel                        |
| Janeiro 44   | 16º Exército | Nord              | Newel, Polatsk               |
| Out 44       | 18º Exército | Nord              | Kurland, Libau               |
| Janeiro 45   | 18º Exército | Nord              | Kurland, Libau               |
| Fevereiro 45 | 18º Exército | Kurland           | Kurland, Libau               |

## Organização
3 de Janeiro de 1939
- 1ª Divisão de Infantaria
- 11ª Divisão de Infantaria
- 21ª Divisão de Infantaria
- 1. Kavallerie-Brigade

1 de Setembro de 1939
- 11ª Divisão de Infantaria
- 61ª Divisão de Infantaria
- Panzer-Division "Kempf"
- Grenzschutz-Abschnitts-Kommando 15

1 de Dezembro de 1940
- 1ª Divisão de Infantaria
- 11ª Divisão de Infantaria

1 de Janeiro de 1941
- 32ª Divisão de Infantaria
- 21ª Divisão de Infantaria
- 1ª Divisão de Infantaria

22 de Fevereiro de 1941
- 61ª Divisão de Infantaria
- 32ª Divisão de Infantaria
- 21ª Divisão de Infantaria
- 1ª Divisão de Infantaria

10 de Abril de 1941
- 21ª Divisão de Infantaria
- 1ª Divisão de Infantaria
- 11ª Divisão de Infantaria
- 290ª Divisão de Infantaria
- 269ª Divisão de Infantaria

20 de Junho de 1941
- 21ª Divisão de Infantaria
- 1ª Divisão de Infantaria
- 11ª Divisão de Infantaria

31 de Julho de 1941
- 126ª Divisão de Infantaria
- 21ª Divisão de Infantaria
- 11ª Divisão de Infantaria

3 de Setembro de 1941
- 126ª Divisão de Infantaria
- 21ª Divisão de Infantaria
- 11ª Divisão de Infantaria
- 18ª Divisão de Infantaria (mot.)

16 de Outubro de 1941
- 126ª Divisão de Infantaria (apenas 1 / 3)
- 11ª Divisão de Infantaria
- 7. Flieger-Division
- 96ª Divisão de Infantaria
- 227ª Divisão de Infantaria
- 254ª Divisão de Infantaria

19 de Novembro de 1941
- 7. Flieger-Division
- 96ª Divisão de Infantaria
- 1ª Divisão de Infantaria
- 126ª Divisão de Infantaria (apenas 1 / 3)
- 227ª Divisão de Infantaria
- 233ª Divisão de Infantaria
- 254ª Divisão de Infantaria
- 11ª Divisão de Infantaria
- 21ª Divisão de Infantaria
- verst. Infanterie-Rgt. 374

13 de Dezembro de 1941
- 21ª Divisão de Infantaria
- 11ª Divisão de Infantaria
- 254ª Divisão de Infantaria
- 291ª Divisão de Infantaria

12 de Janeiro de 1942
- 11ª Divisão de Infantaria
- 21ª Divisão de Infantaria
- 291ª Divisão de Infantaria
- 254ª Divisão de Infantaria  (fragmentos)

4 de Fevereiro de 1942
- 291ª Divisão de Infantaria
- 254ª Divisão de Infantaria
- 61ª Divisão de Infantaria
- 215ª Divisão de Infantaria
- Brigade Köchling
- 21ª Divisão de Infantaria
- 11ª Divisão de Infantaria

10 de Maio de 1942
- 291ª Divisão de Infantaria
- 254ª Divisão de Infantaria
- 61ª Divisão de Infantaria
- 215ª Divisão de Infantaria
- 121ª Divisão de Infantaria
- 20ª Divisão de Infantaria
- SS-Polizei-Division

5 de Junho de 1942
- 291ª Divisão de Infantaria
- 254ª Divisão de Infantaria
- 61ª Divisão de Infantaria
- 215ª Divisão de Infantaria
- 121ª Divisão de Infantaria
- 1ª Divisão de Infantaria
- SS-Polizei-Division

9 de Julho de 1942
- 61ª Divisão de Infantaria
- 215ª Divisão de Infantaria
- 291ª Divisão de Infantaria
- 254ª Divisão de Infantaria
- 1ª Divisão de Infantaria

22 de Julho de 1942
- 61ª Divisão de Infantaria
- 291ª Divisão de Infantaria
- 254ª Divisão de Infantaria
- 1ª Divisão de Infantaria

14 de Agosto de 1942
- 61ª Divisão de Infantaria
- 215ª Divisão de Infantaria
- 254ª Divisão de Infantaria
- 1ª Divisão de Infantaria

14 de Setembro de 1942
- 61ª Divisão de Infantaria
- 1ª Divisão de Infantaria
- 291ª Divisão de Infantaria
- 254ª Divisão de Infantaria

14 de Novembro de 1942
- 1ª Divisão de Infantaria
- 28. Jäger-Division

2 de Janeiro de 1943
- 254ª Divisão de Infantaria
- 21ª Divisão de Infantaria
- 11ª Divisão de Infantaria
- 291ª Divisão de Infantaria

11 de Maio de 1942
- 254ª Divisão de Infantaria
- 291ª Divisão de Infantaria
- 215ª Divisão de Infantaria
- 61ª Divisão de Infantaria
- SS-Polizei-Division
- 121ª Divisão de Infantaria
- SS-Regiment 9

22 de Dezembro de 1942
- 28. Jäger-Division
- 121ª Divisão de Infantaria
- 24ª Divisão de Infantaria

7 de Julho de 1943
- 13. Luftwaffen-Feld-Division
- 227ª Divisão de Infantaria

15 de Outubro de 1943
- 263ª Divisão de Infantaria
- 122ª Divisão de Infantaria
- 58ª Divisão de Infantaria
- 69ª Divisão de Infantaria

24 de Novembro de 1943
- 32ª Divisão de Infantaria
- 69ª Divisão de Infantaria
- 58ª Divisão de Infantaria
- 122ª Divisão de Infantaria
- 290ª Divisão de Infantaria

26 de Dezembro de 1943
- 290ª Divisão de Infantaria
- 23ª Divisão de Infantaria
- Parte 329ª Divisão de Infantaria
- 32ª Divisão de Infantaria
- Parte 93ª Divisão de Infantaria
- Parte 218ª Divisão de Infantaria
- Parte 263ª Divisão de Infantaria
- 122ª Divisão de Infantaria
- Parte 69ª Divisão de Infantaria
- Parte 207. Sicherungs-Division
- Parte 24ª Divisão de Infantaria
- Parte 290ª Divisão de Infantaria
- 58ª Divisão de Infantaria
- Parte 281ª Divisão de Infantaria
- Parte 122ª Divisão de Infantaria
- Parte 205ª Divisão de Infantaria
- 69ª Divisão de Infantaria

15 de Fevereiro de 1944
- 290ª Divisão de Infantaria
- 132ª Divisão de Infantaria
- 32ª Divisão de Infantaria
- 87ª Divisão de Infantaria
- 122ª Divisão de Infantaria

14 de Abril de 1944
- 87ª Divisão de Infantaria
- 205ª Divisão de Infantaria
- 132ª Divisão de Infantaria

15 de Maio de 1944
- 87ª Divisão de Infantaria
- 205ª Divisão de Infantaria
- 24ª Divisão de Infantaria
- 281. Sicherungs-Division
- 389ª Divisão de Infantaria

14 de Junho de 1944
- 87ª Divisão de Infantaria
- 205ª Divisão de Infantaria
- 281. Sicherungs-Division

16 de Setembro de 1944
- 281. Sicherungs-Division
- 263ª Divisão de Infantaria
- 290ª Divisão de Infantaria
- Panzer-Brigade 101
- 215ª Divisão de Infantaria
- 205ª Divisão de Infantaria

1 de Março de 1945
- 218ª Divisão de Infantaria
- 132ª Divisão de Infantaria